# The Girl Problem
The Girl Problem és una pel·lícula muda de la Vitagraph dirigida per Kenneth S. Webb i interpretada per Corinne Griffith i Agnes Ayres entre d'altres. La pel·lícula es va estrenar el 3 de març de 1919. Es considera una pel·lícula perduda.

## Argument
Erminie Foster treballa com a model en un taller de modista durant el dia però dedica les nits a escriure relats. Un dia se sent insultada quan el novel·lista Ernest Sanford visita el seu taller per a inspirar-se en ella per escriure una novel·la satírica sobre les "flapper". Més tard, Erminie assisteix a una recepció sense que hagi estat convidada per tal de captar l'atmosfera per a una història. Sanford la salva de ser expulsada dient que és la seva cosina. No torna a casa fins a les tres de la matinada i la seva prudent tia no li obre la porta. Aleshores Sanford li ofereix allotjament a casa seva assegurant-li que quedarà sota la protecció de la seva tia i aviat la persuadeix perquè la seva casa li pot servir d’inspiració. La novel·la d’Ernest Sanford es rebutjada mentre Erminie ven la seva sobre els homes.
Sanford té una promesa, Helen Reeves, però aquesta a la vegada també estima un altre home, Monte Ralston. Un dia Erminie escolta com Ralston amenaça Helen d’entregar a Sanford les seves cartes d’amor si no trenquen el compromís. Aleshores Erminie, no sabent que contenen aquestes cartes sacrifica la seva reputació per tal de recuperar-les. En tornar molt tard de casa Ralston, Sandord creu que ella és una “flapper” però en aquell moment arriben Helen i Monte i expliquen a Sanford la situació. Ell aleshores abandona la seva actitud de superioritat amb Erminie i confessa que l'estima.

## Repartiment
- Corinne Griffith (Erminie Foster)
- Agnes Ayres (Helen Reeves)
- Walter McGrail (Ernest Sanford)
- William David (Monte Ralston)
- Julia Swayne Gordon (Mrs. Reeves)
- Eulalie Jensen (tia Julia)
- Frank Kingsley (Eric Garland)
- Harold Foshay (Hasbrook)